# Bohumil Čihák
Bohumil Čihák (11. září 1905 – ???) byl český a československý politik Komunistické strany Československa a poúnorový poslanec Národního shromáždění ČSR.

## Biografie
Po roce 1945 se stal členem rady MNV v Kutné Hoře, později byl za KSČ předsedou ONV.
Po volbách roku 1948 byl zvolen do Národního shromáždění za KSČ ve volebním kraji Havlíčkův Brod. Mandát nabyl až dodatečně v prosinci 1952 jako náhradník poté, co rezignoval poslanec Bedřich Šťastný. V parlamentu zasedal až do konce funkčního období, tedy do voleb v roce 1954.